# حسنعلی‌خان قره‌داغی
حسنعلی‌خان قره‌داغی (ترکی آذربایجانی: Həsənəli xan Qaradaği; ۲۸ ژانویهٔ ۱۸۴۸ – ۲ دسامبر ۱۹۲۹) یا حسن‌علی‌خان قره‌داغسکی لغت‌شناس، نویسنده، شاعر و مدرس آذربایجانی بود.

## اوایل زندگی
حسن‌علی‌خان قره‌داغی که از خاندان و خانواده ای نخبه بود، پس از مرگ پدرش «حسنعلی‌آقا» و در ۲۸ ژانویه سال ۱۸۴۸ در شهر شوشی در قره‌باغ به دنیا آمد. پدربزرگ پدری وی «محمدفلی خان»، آخرین خان قره‌داغ، بود. از آنجایی که مادرش بعد از تولد او برای دومین بار ازدواج کرد، حسن‌علی‌خان را عمویش «محمد حسین» تربیت کرد. در مدرسه شهر شوشی تحصیل کرد و سال ۱۸۶۶ از آنجا فارغ‌التحصیل شد و با کمک معلمان خصوصی به تحصیلات عربی، فارسی و اسلامی خود ادامه داد. به این خاطر که تأثیرات زیادی از فردوسی، نظامی و خاقانی گرفته بود به تجربه سرودن غزل و مخمس متوسل شد.

## فعالیت آموزشی
حسن‌علی‌خان قره‌داغی از سال ۱۸۶۰ تدریس کلاس‌های خصوصی را در شوشی آغاز کرد. روش‌های حوضوی را کنار گذاشته و سبک‌های آموزشی روسی با میز تحریر و گچ را در مدرسه یک‌اتاقه خود به کار بست و در این اوان بود که اشعار آموزنده‌ای برای دانش آموزان خود سرود. فعالیت‌های تدریسی تمام‌قد خود به زبان ترکی آذربایجانی را در سال ۱۸۷۸ شروع کرد. برای آشناسازی دانش آموزانش با ادبیات روسی، به عنوان اولین فردی آثاری از «الکسندر ایزمایلوف»، ایوان کریلوف، «لئو مژالوسکی» را به زبان ترکی آذربایجانی برگرداند. یکی از شاگردان وی در این کلاس‌ها ذوالفقار حاجی‌بیف بود، که در آینده یکی از بنیان‌گذاران تئاتر کمدی موزیکال شد.
در سال ۱۸۸۱، الکسی چرنیایفسکی، رئیس بخش آذربایجانی مدرسه تربیت مدرس ماوراء قفقاز، از حسن‌علی‌خان قره‌داغی به تفلیس دعوت کرد تا یک کتاب درسی آموزش زبان ترکی آذربایجانی برای دانش آموزان را تدوین کند. وی با ارائه ۱۱ قطعه شعر اصلی و ۲۳ قطعه ترجمه شده که بیشتر آن‌ها را آثار ایوان کریلوف تشکیل می‌داد، در تهیه کتاب مشارکت کرد.

## آثار مهم
- کتاب «ویژگی‌های کهن و جدید و مقالات منطقه قره‌باغ، روایت دوره‌های سلطنت پناه خان، ابراهیم خان و «مهدیقلی خان». این کتاب که در سال ۱۸۸۰ نوشته شد، یک کتاب تاریخی عمدتاً اختصاص یافته به خانات قره‌باغ بود. با این حال، این اثر به شکل کامل خود حفظ نشد. در سال ۱۹۳۶ گزیده‌هایی از آن از سوی پسرش «محمد» جمع‌آوری شد.[۲]
- «تذکرایی قره‌داغی»: مجموعه ای از زندگی‌نامه‌ها و آثار عاشیق‌های قره باغ.[۳]
- «کتاب ضرب‌المثل‌ها»: وی با گردآوری بالغ بر ۲۵۰ ضرب‌المثل آذربایجانی، این کتاب را در سال ۱۸۷۸ انتشار داد.[۴]

## خانواده
حسنعلی‌خان قره‌داغی از خاندان «ترکمان اوستاجلو»، نوه محمدقلی خان، آخرین خان قره‌داغ بود. او ابتدا در سال ۱۸۹۱ با دخترعموی خود «بالاخانوم» ازدواج کرد و سپس در سال ۱۸۹۷ به عقد «تیبا خانم» درآمد که حاصل این ازدواج ۴ فرزند بود و همگی راه او را دنبال کرده و معلم شدند.

## سال‌های بعدی و مرگ
حسنعلی‌خان قره‌داغی در دومین انجمن ادبی میر محسن نواب، موسوم به «مجلس فراموشان» حضور داشت. وی که شاعری پرکار بود، بیش از ۵۰ اثر با نام مستعار قره‌داغی نوشت. در سال ۱۸۸۸ در تشییع جنازه عمویش در تفلیس شرکت کرد. بعداً با دختر وی نیز ازدواج کرد. او در سال ۱۹۲۲ از فواید عامه کناره‌گیری کرد و در سال ۱۹۲۴ دچار سکته شد. به دنبال بهبودی، از طرف اداره کمیساریای آموزش مردمی (وزارت آموزش و پرورش) در شهر شوشی آذربایجان شوروی، به شغل جمع‌آوری اشعار قره باغ گماشته شد. در ۲ دسامبر ۱۹۲۹ بر اثر بیماری در شوشی درگذشت و به خاک سپرده شد.